# Wolwal
Wolwal is een bestuurslaag in het regentschap Alor van de provincie Oost-Nusa Tenggara, Indonesië. Wolwal telt 887 inwoners (volkstelling 2010).